# Argençola
Argençola este o localitate în Spania în comunitatea Catalonia în provincia Barcelona. În 2005 avea o populație de 210 locuitori. Este situat in comarca Anoia.
1. ↑  Nomenclátor Geográfico de Municipios y Entidades de Población (20240402 edition)
2. ↑   https://www.argencola.cat/ajuntament/noticia/5345/consistori-2023---2027 Lipsește sau este vid: |title= (ajutor)
3. 1 2   http://www.idescat.cat/pub/?id=aec&n=925&t=2016 Lipsește sau este vid: |title= (ajutor)